# Antonina (powiat bełchatowski)
Antonina – wieś sołecka w Polsce położona w województwie łódzkim, w powiecie bełchatowskim, w gminie Rusiec.
W latach 1975–1998 miejscowość należała administracyjnie do województwa sieradzkiego.
Wieś położona jest przy kolejowej magistrali węglowej 131.